# Loo-Ferenbach
Loo-Ferenbach (schweizerdeutsch: Loo-Feräbach) ist eine ehemalige Zivilgemeinde in der politischen Gemeinde Affoltern am Albis im Bezirk Affoltern des Kantons Zürich in der Schweiz.

## Geografie
Die ehemalige Zivilgemeinde liegt topographisch gesehen abseits der Ortschaft Zwillikon an der Grenze zu Hedingen. Der Hofibach ist die Grenze zwischen Loo und Ferenbach. Heute werden die Ortschaften als Weiler von Zwillikon angesehen. Laut dem eidgenössischen Gebäude- und Wohnungsregister GWR, tragen die Häuser in Loo-Ferenbach die Postadresse 8909 Zwillikon.

## Geschichte
Loo-Ferenbach war bis ins späte 19. Jahrhundert eine Zivilgemeinde. Zusammen mit Zwillikon, Oberaffoltern und Unteraffoltern wurde die Zivilgemeinde zur politischen Gemeinde Affoltern am Albis gegliedert. Die Ortschaft Ferenbach wurde erstmals 1309 als „ze Verenpach“ urkundlich erwähnt. Auf der gygerschen Karte aus dem Jahr 1667 ist in der Ortschaft Loo rechts des Jonenbachs die Burg der Herren von Loo eingezeichnet. Ob eine Verbindung zur zerstörten Burg von Hedingen (1510) bestand, ist nicht bekannt. Im Jahr 1820 fand man in einer Kiesgrube bei Ferenbach eine Menge Menschenskelette, die alle in einer Reihe lagen. Die Hintergründe sind nicht bekannt.

### Ortsnamenbedeutung
- Loo (von ahd. Loh = Wald, Wäldchen, von lat. lucus = bewaldeter Abhang)[5]
- Ferenbach (von mhd. fer, ferre = fern) Bach, der aus einer fernen Ortschaft her fliesst (hier wahrscheinlich der Hofibach oder der Jonen).[6]

## Wappen

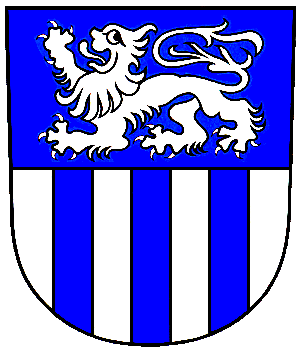
Wappen der Herren von Loo-Ferenbach

Das Wappen wurde erstmals 1406 schriftlich erwähnt. Ulrich von Loo schilderte in einem Schreiben die Blasonierung des Wappens:
Geteilt von Blau mit einem herein marschierenden weissen Löwen und sechsmal gespalten von Blau und Weiss

## Schreibweisen
Für Loo-Ferenbach gibt es diverse Schreibweisen:
- Dufourkarte von 1864: Loo-Fehrenbach
- Landeskarte der Schweiz von 1957: Loh-Ferenbach
- Landeskarte der Schweiz von 2013 (aktuelle): Loo-Ferenbach
- Die Postautohaltestelle der Linie 214 trägt jedoch die veraltete Schreibweise Zwillikon, Fehrenbach[7]

## Neuzeit
Loo-Ferenbach wurde vom Bauboom der letzten Jahrzehnte ziemlich verschont und prägend ist auch heute noch ein ländliches Ortsbild. Im Ortsteil Loo befinden sich einzelne Gewerbebauten wie ein Beleuchtungsgeschäft, ein Coiffeursalon sowie Garage und an der Grenze zu Hedingen eine Tankstelle. Ferenbach ist ein ruhiges Wohnquartier geblieben. Ein kleiner Bauboom der letzten Jahre bescherte Loo-Ferenbach trotzdem einige Neubauten.